# Tehuitzila
Tehuitzila är en ort i Mexiko.   Den ligger i kommunen Zacualtipán de Ángeles och delstaten Hidalgo, i den sydöstra delen av landet, 150 km norr om huvudstaden Mexico City. Tehuitzila ligger 1 758 meter över havet och antalet invånare är 139.
Terrängen runt Tehuitzila är lite bergig. Runt Tehuitzila är det ganska tätbefolkat, med 72 invånare per kvadratkilometer. Närmaste större samhälle är Zacualtipán, 3,1 km väster om Tehuitzila. I omgivningarna runt Tehuitzila växer i huvudsak städsegrön lövskog.